# Gipsy Kings

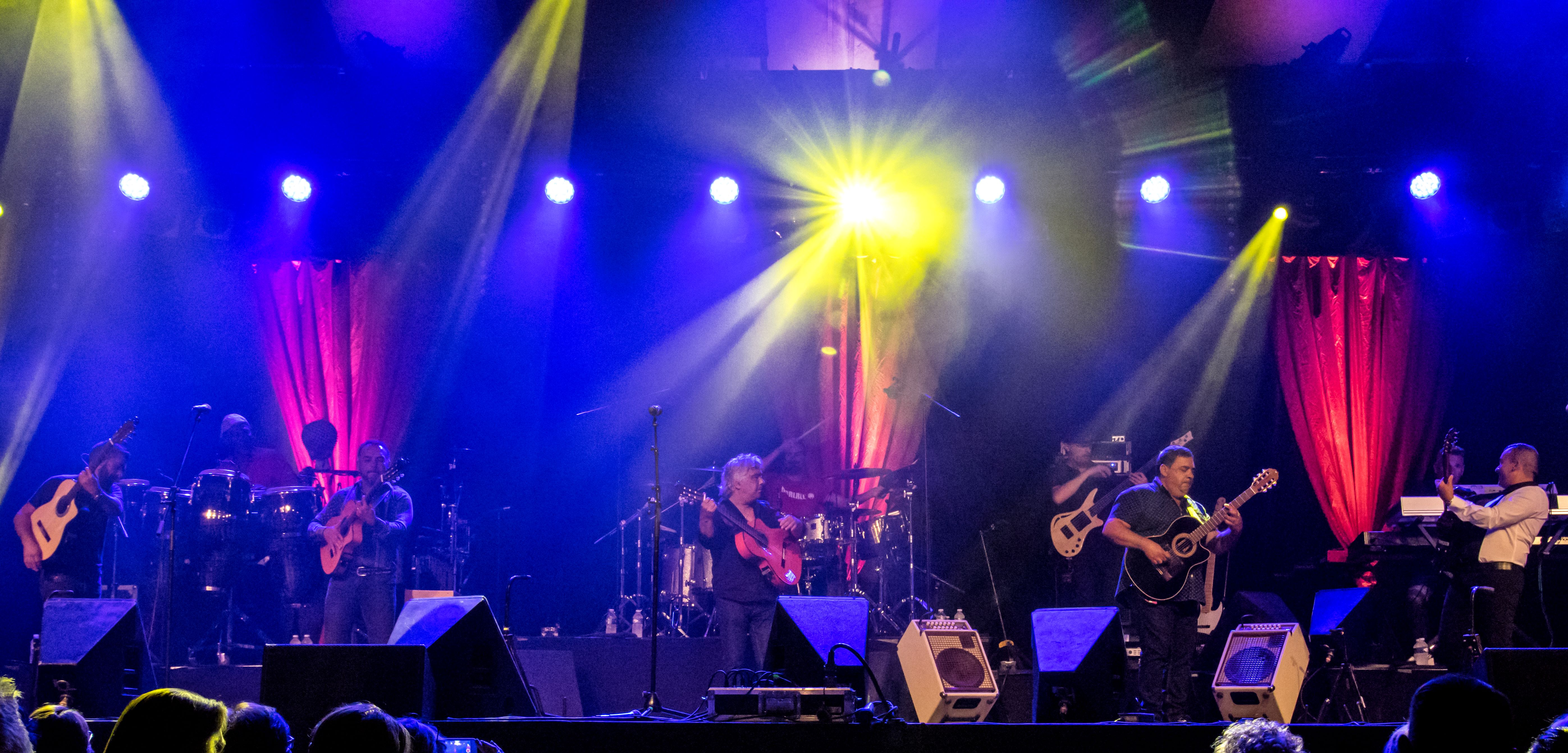
Gipsy Kings (ZMF 2016) jm66003.jpg

Gipsy Kings — французская поп-группа, играющая в стиле румба-фламенко. 
Название группы обыгрывает национальность и фамилию основателей, цыган из династии Рейес (буквальный перевод фамилии — «короли»).

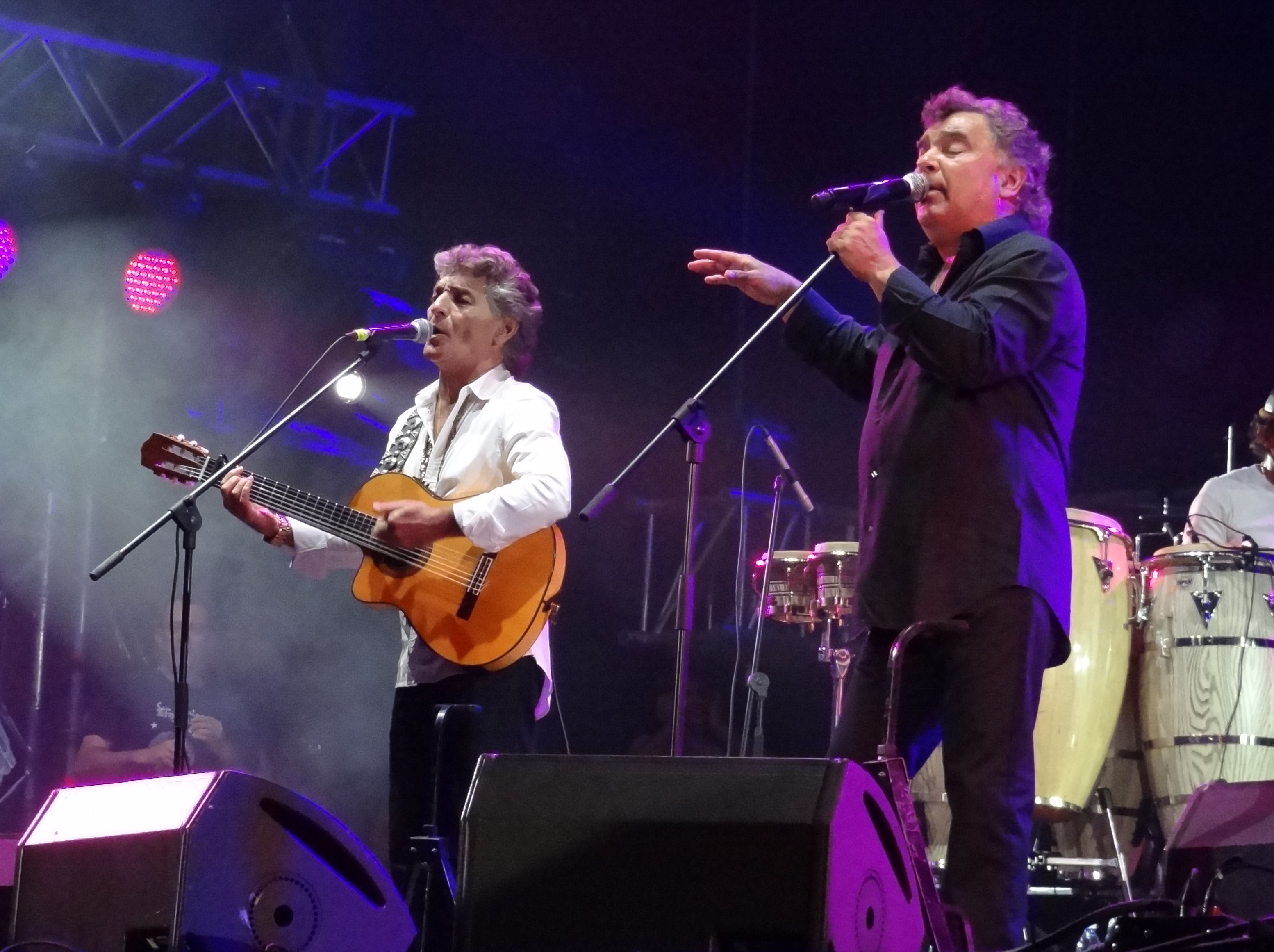
«Gipsy Kings», Сочи 2012 г.

## История
В конце 1970-х, в городке Арль на юге Франции, известный исполнитель фламенко Хосе Рейес, два его сына Николя (Николас) и Андре Рейес, а также шурин Чико Бучикхи создали музыкальную группу. Тогда, в 1979 году, группа получила название «Los Reyes» (буквальный перевод с испанского — «короли», обыгрывалось значение фамилии) и некоторое время играла на местных сценах. Поклонникам нравился их стиль испанской гитары, романтический и зажигательный. 
После смерти Хосе Рейеса в коллектив пришёл виртуозный токаор Тони Бальярдо со своими братьями Морисом и Пако Бальярдо. 
Вскоре состав группы ещё более увеличился за счёт гитаристов Пабло и Пачай Рейес, а также Кану Рейес, заменившего Бучикхи (ушедшего в новую группу «Chico & the Gipsy»).
Окрыленные успехом, «Los Reyes» выпустили два альбома, но те прошли незамеченными, и команда вернулась к эстраде. Они успешно выступали на городских гуляниях, свадьбах, в барах и просто на публике. Тем временем группу переименовали в «Gipsy Kings» (в переводе с англ. — «цыганские бароны»). Братья оставались верны цыганскому фламенко, с виртуозным аккомпанементом гитар всех членов группы, среди которых особенно выделялись две звезды — гитара Тони Бальярдо и голос Николя Рейеса. Уже тогда в их музыке поражало богатство инструментов, их красота и ритмичность.
В 1986 году судьба свела музыкантов с Клодом Мартинесом, продюсировавшим молодые группы, и жизнь для них потекла по новому руслу — они достигли мировой популярности благодаря стараниям продюсера Мартинеса.
Творчество «Gipsy Kings» базировалось на традиционной музыке цыган-кале, осовремененную талантливыми певцами и гитаристами. «Gipsy Kings» ценились своими выразительными, страстными песнями, и всемирно известной мастерской игрой на гитаре. К тому времени их стиль исполнения стал более интересен, появились ритмичные зажигающие композиции, элементы поп-музыки, латиноамериканские мотивы, и композиции «Gipsy Kings» стали покорять широкие массы. Виртуозное исполнение собственных гитарных композиций, сплетение лёгких намёков на латиноамериканский джаз и самбу, перемежающиеся с романтическими композициями, африканскими напевами и даже арабскими мотивами все надёжнее завоёвывало сердца поклонников.
И в 1987 году родились две из ряда наиболее известных песен «Gipsy Kings» — «Djobi Djoba» и «Bamboleo», хиты на долгие годы. Результатом стал контракт с Sony Music Group, и первый альбом был назван, так же как и группа — «Gipsy Kings». Альбом, принёсший группе оглушительный успех и славу, вошёл в хит-парады двенадцати европейских стран, а в Англии продержался в чартах 40 недель.
В конце 80-х «Gipsy Kings» были представлены Новому Свету. New York New Music Seminar[что?] в США стал первым взятым рубежом, и, добившись признания на американском континенте, группа закрепила свой всемирный успех.
В 1989 году «Gipsy Kings» были даже приглашены на инаугурационный бал в честь президента Джорджа Буша (старшего), но они вместо этого вернулись домой, к своим семьям, на отдых.
Годом позже они выступили в лондонском «Альберт-холле».
Среди наиболее известных хитов «Gipsy Kings» можно также отметить такие как «Inspiration» («Вдохновение»), «Magia Del Ritmo» («Магия ритма»), «Allegria», «Caminando Por La Calle» («Прогулка по улице»), «Salsa de Noche» («Ночная сальса»), «Mosaique» («Мозаика»), «Volare», «Pharaon» («Фараон») и многие другие. «Gipsy Kings» исполняют свои песни на смеси испанского, каталанского и провансальских диалектов.

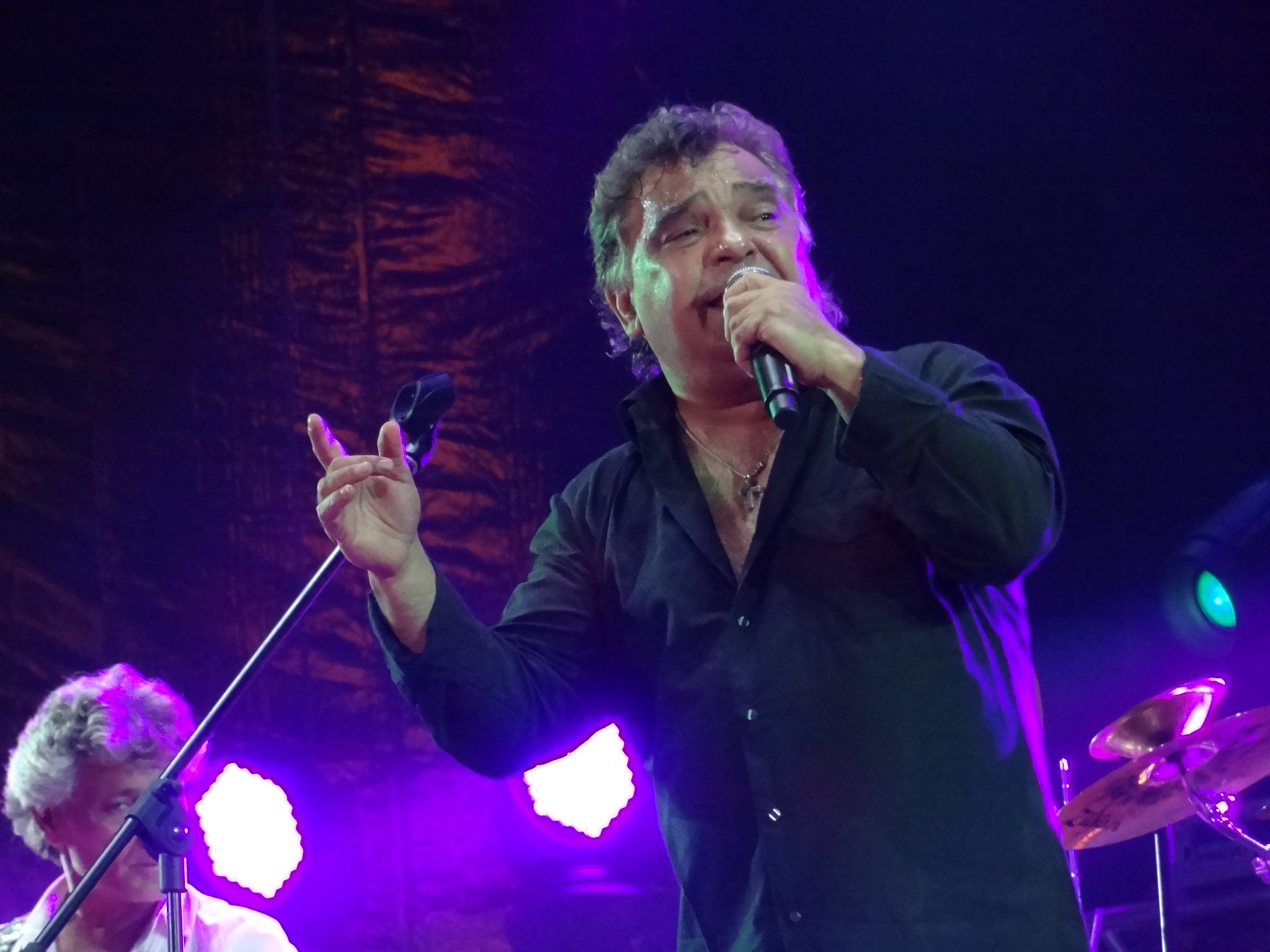
Nicolas Reyes, 2012

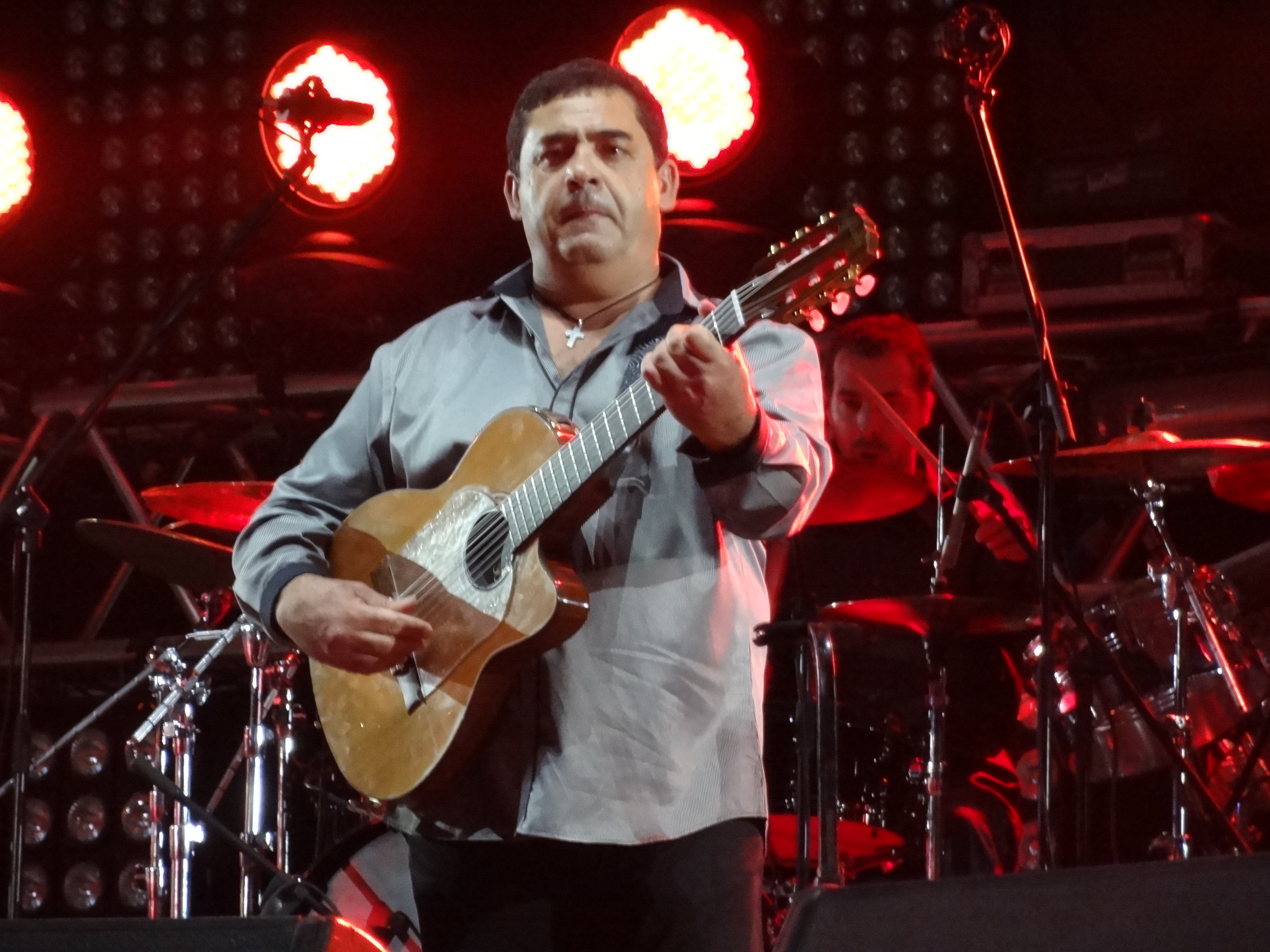
Tonino Baliardo, 2012

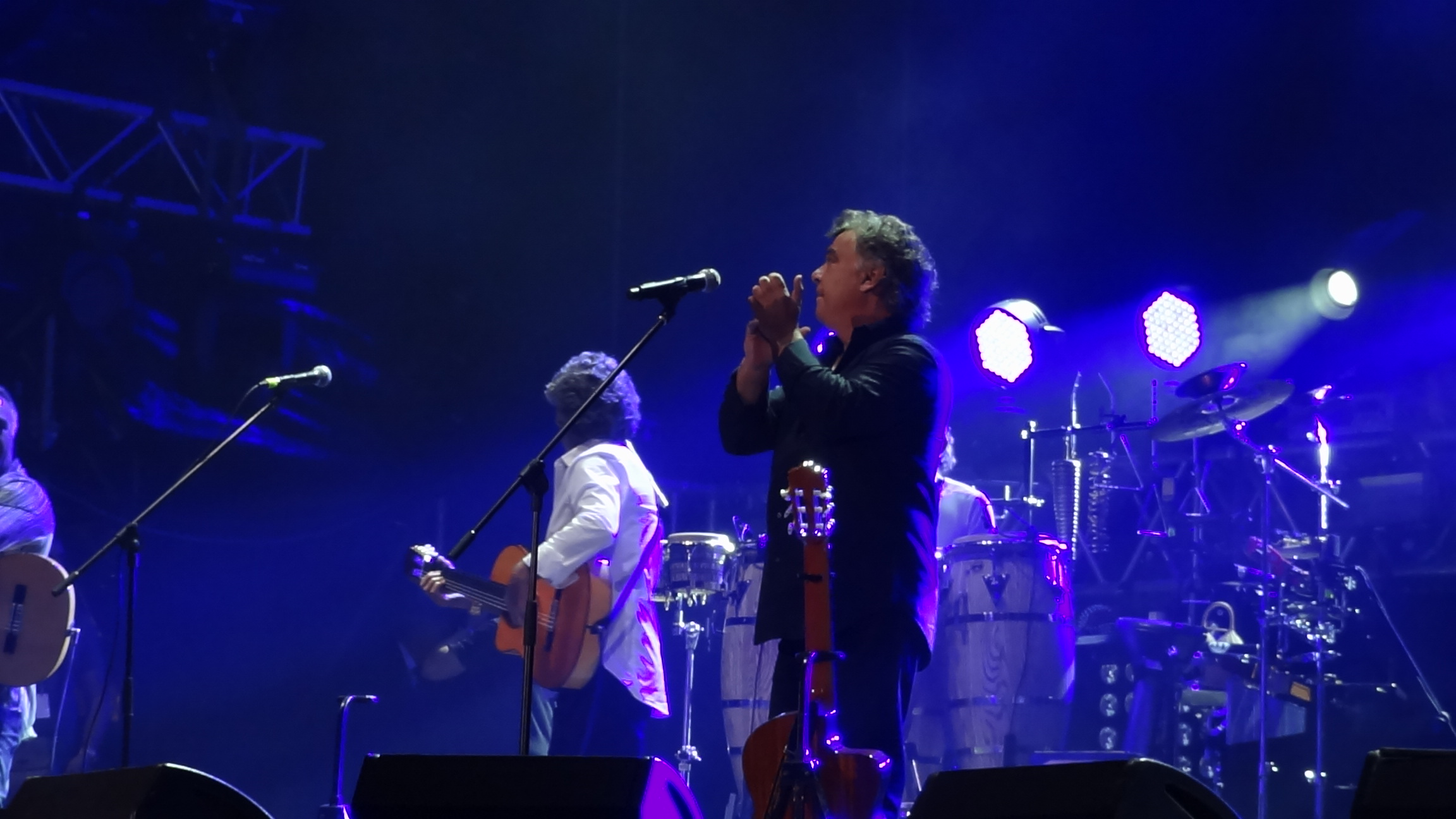
«Gipsy Kings», 2012г.

Позже «Gipsy Kings» испробовали свой талант в композициях в стиле румба, сальса и самба, соул и R’n’B. Довольно экзотический и очень привлекательный для слушателей стиль румба-фламенко был сформирован в основном под влиянием творчества «Gipsy Kings», а в Испании стиль их музыки ещё иногда называют «севильяна» (от Севилья).
«Gipsy Kings» активно гастролируют по США, бывают и в других странах. Так, 7 февраля 1995 года, а также 18 и 19 февраля 2003 года «Gipsy Kings» дали концерты на сцене Государственного Кремлёвского дворца в Москве, а 21 сентября 2012 года легендарная группа приняла участие в концерте в рамках XI Международного инвестиционного форума в Сочи. 
В 2014 году группа сыграла на открытии 11-го фестиваля Comedy Club в Юрмале.
В настоящий момент (с 2015 года) оригинальный состав включает в себя фактически только Николя Рейеса и Тонино Бальярдо. В связи с чем существует два проекта "Gypsy Kings featuring Nicolas Reyes and Tonino Balliardo" и "Gypsy Kings Андре Рейеса" (руководитель — Андре Рейес).

## Состав группы
- Николя (Николас) Рейес (Nicolas Reyes) — основной вокал
- Пабло Рейес (Pablo Reyes) — бэк-вокал, гитара
- Кану Рейес (Canut Reyes) — бэк-вокал, гитара
- Пачай Рейес (Patchai Reyes) — бэк-вокал, гитара
- Андре Рейес (Andre Reyes) — гитара, вокал
- Тони Бальярдо (Tonino Baliardo) — основная гитара
- Диего Бальярдо (Diego Baliardo) — гитара
- Пако Бальярдо (Paco Baliardo) — гитара
- Чико Бучикхи (Chico Bouchikhi) — гитара (ушёл после альбома Mosaique)
- Доменик Друан (Dominique Droin) — клавишные
- Хавьер Падилья (Xavier Padilla) — бас-гитара

## Дискография

### Студийные альбомы
- 1982 — Allegria
- 1983 — Luna de Fuego
- 1987 — Gipsy Kings
- 1989 — Mosaïque
- 1991 — Este Mundo
- 1993 — Love and Liberté
- 1995 — Estrellas
- 1996 — Tierra Gitana (американская версия альбома Estrellas)
- 1997 — Compas
- 2001 — Somos Gitanos
- 2004 — Roots
- 2006 — Pasajero
- 2013 — Savor Flamenco

### Концертные альбомы
- 1992 — Live
- 2014 — Gipsy Kings Live

### Сборники
- 1990 — Allegria (компиляция альбомов Allegria и Luna de Fuego без четырех композиций)
- 1994 — Greatest Hits (включает ранее не издававшиеся композиции)
- 1995 — The Best of the Gipsy Kings (включает ранее не издававшиеся композиции)
- 1996 — Love Songs
- 1998 — Cantos de Amor (американская версия сборника Love Songs)
- 1999–2000 — ¡Volaré! The Very Best of the Gipsy Kings (включает ранее не издававшиеся композиции)
- 2012 — The Essential Gipsy Kings

### Видео
- 2006 — Live at Kenwood House in London